# Кутянківська сільська рада
Кутя́нківська сільська́ ра́да (у 1940-ві роки — Ляхівська) — колишній орган місцевого самоврядування в Острозькому районі Рівненської області. Адміністративний центр — село Кутянка.

## Загальні відомості
- Кутянківська сільська рада утворена в 1940 році.
- Територія ради: 65,14 км²
- Населення ради: 1 244 особи (станом на 2001 рік)
- Територією ради протікають річки Вілія, Кутянка.

## Населені пункти
Сільській раді підпорядковані населені пункти:
- с. Кутянка
- с. Батьківці
- с. Болотківці
- с. Данилівка
- с. Ілляшівка

## Склад ради
Рада складалася з 16 депутатів та голови.
- Голова ради: Павленко Руслан Іванович

### Керівний склад попередніх скликань
| Прізвище, ім'я, по батькові | Основні відомості                                                         | Дата обрання | Дата звільнення |
| --------------------------- | ------------------------------------------------------------------------- | ------------ | --------------- |
| Оверчук Віктор Олексійович  | Сільський голова, 1957 року народження, безпартійний                      | 26.03.2006   | 31.10.2010      |
| Павленко Руслан Іванович    | Сільський голова, 1981 року народження, освіта вища, член Народної партії | 31.10.2010   |                 |

Примітка: таблиця складена за даними сайту Верховної Ради України